# Résolution 1427 du Conseil de sécurité des Nations unies
Membres permanents
- Chine
- États-Unis
- France
- Royaume-Uni
- Russie

Membres non permanents
- Bulgarie
- Cameroun
- Colombie
- Guinée
- Irlande
- Mexique
- Maurice
- Norvège
- Singapour
- Syrie

Résolution no 1426 Résolution no 1428
La Résolution 1427 du Conseil de sécurité des Nations unies fut adoptée à l'unanimité le 29 juillet 2002. Après avoir réaffirmé toutes les résolutions sur l'Abkhazie et la Géorgie, en particulier la résolution 1393 (de 2002), le Conseil a prorogé le mandat de la Mission d'observation des Nations unies en Géorgie (MONUG) jusqu'au 31 janvier 2003.

## Résolution

### Observations
Dans le préambule de la résolution, le Conseil a souligné que l'absence de progrès sur un règlement entre les deux parties était inacceptable. Il a condamné l'abattage d'un hélicoptère de la MONUG en octobre 2001, qui a fait neuf morts, et a déploré que les auteurs de l'attaque n'aient pas été identifiés. La prorogation du mandat de la force de maintien de la paix de la Communauté des États indépendants (CEI) dans la région a été saluée.

### Contenu
Le Conseil de sécurité a salué les efforts politiques pour résoudre la situation, en particulier les "Principes de base pour la répartition des compétences entre Tbilissi et Soukhoumi" pour faciliter les négociations entre la Géorgie et l'Abkhazie. Il a regretté le refus de l'Abkhazie d'examiner les détails du document et a appelé les deux parties à surmonter leur méfiance mutuelle. Toutes les violations de l'Accord de 1994 sur le cessez-le-feu et la séparation des forces ont été condamnées. Le Conseil s'est également félicité de l'apaisement des tensions dans la vallée de Kodori et de la signature d'un protocole par les deux parties le 2 avril 2002. Les préoccupations de la population civile ont été notées et la partie géorgienne a été priée de garantir la sécurité des troupes de la MONUG et de la CEI dans la région.
La résolution a exhorté les deux parties à revitaliser le processus de paix, a appelé à des progrès urgents sur les questions relatives aux réfugiés et aux personnes déplacées et a réaffirmé le caractère inacceptable des changements démographiques résultant du conflit. La Géorgie et l'Abkhazie ont été invitées à mettre en œuvre les recommandations d'une mission d'évaluation conjointe dans la région de Gali, l'Abkhazie en particulier étant appelée à améliorer l'application de la loi, à remédier au manque d'instruction des Géorgiens de souche dans leur langue maternelle et à assurer la sécurité des réfugiés de retour.
Le Conseil a de nouveau demandé aux deux parties de prendre des mesures pour identifier les responsables de l’abattage d’un hélicoptère de la MONUG en octobre 2001. Les deux parties ont également été invitées à se dissocier de la rhétorique militaire et des groupes armés illégaux. Enfin, le Secrétaire général Kofi Annan a été invité à tenir le Conseil régulièrement informé de l’évolution de la situation et à faire un rapport dans les trois mois sur la situation.